# Stadtpfarrkirche Hustopeče

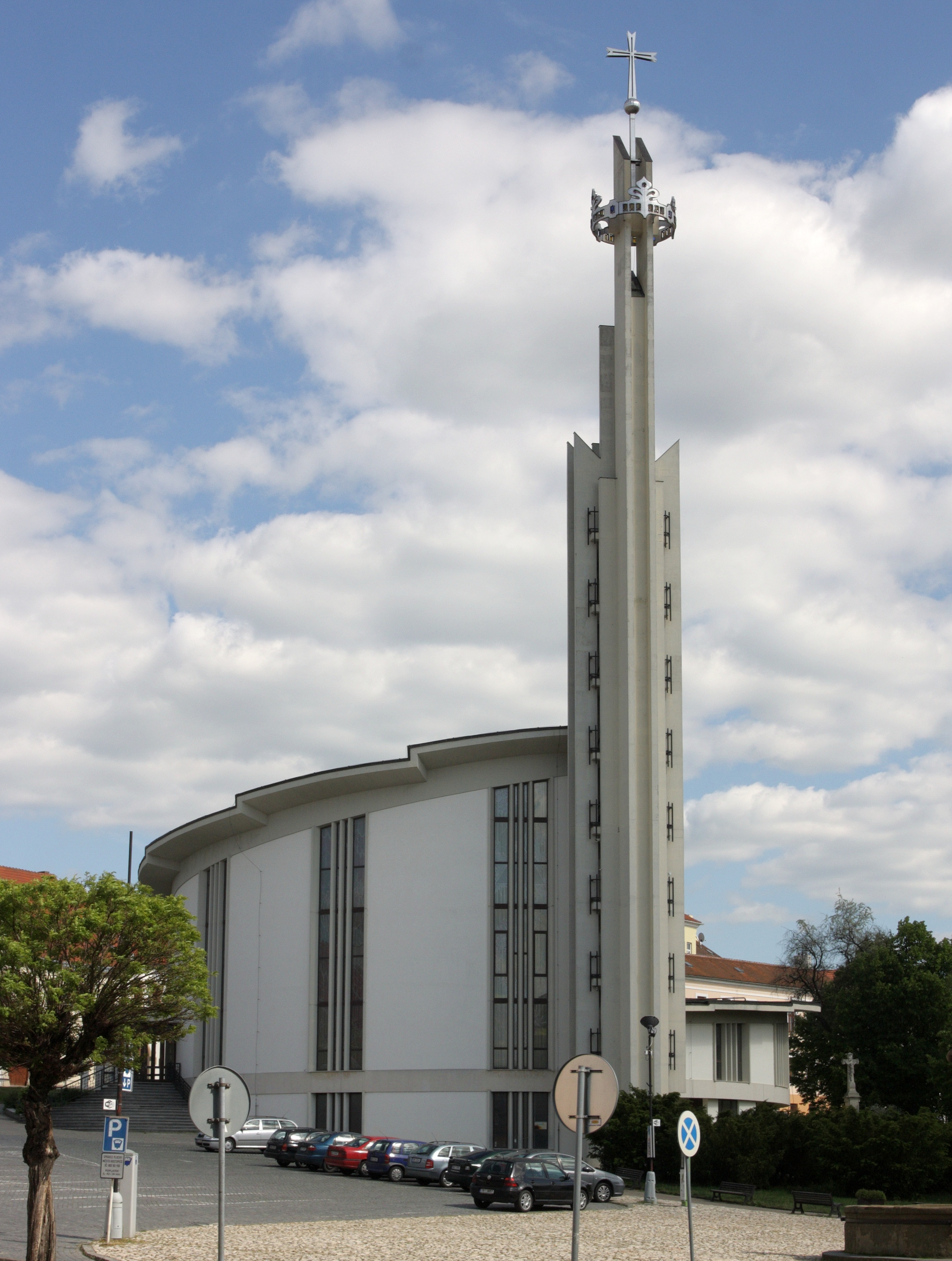
Die 1990 bis 1994 neu errichtete Pfarrkirche St. Wenzel und Agnes von Böhmen in Hustopeče

Die katholische Stadtpfarrkirche St. Wenzel und Agnes von Böhmen (tschechisch Kostel svatého Václava a svaté Anežky České) in Hustopeče (deutsch Auspitz), einer südmährischen Stadt in Tschechien, wurde zwischen 1990 und 1994 nach den Plänen des Architekten Ludvik Kolek errichtet und 1994 eingeweiht. Der Kirchenbau aus Stahlbeton weist einen 47 m hohen Turm auf, die Höhe bis zur Kreuzspitze beträgt 52 m.

## Geschichte

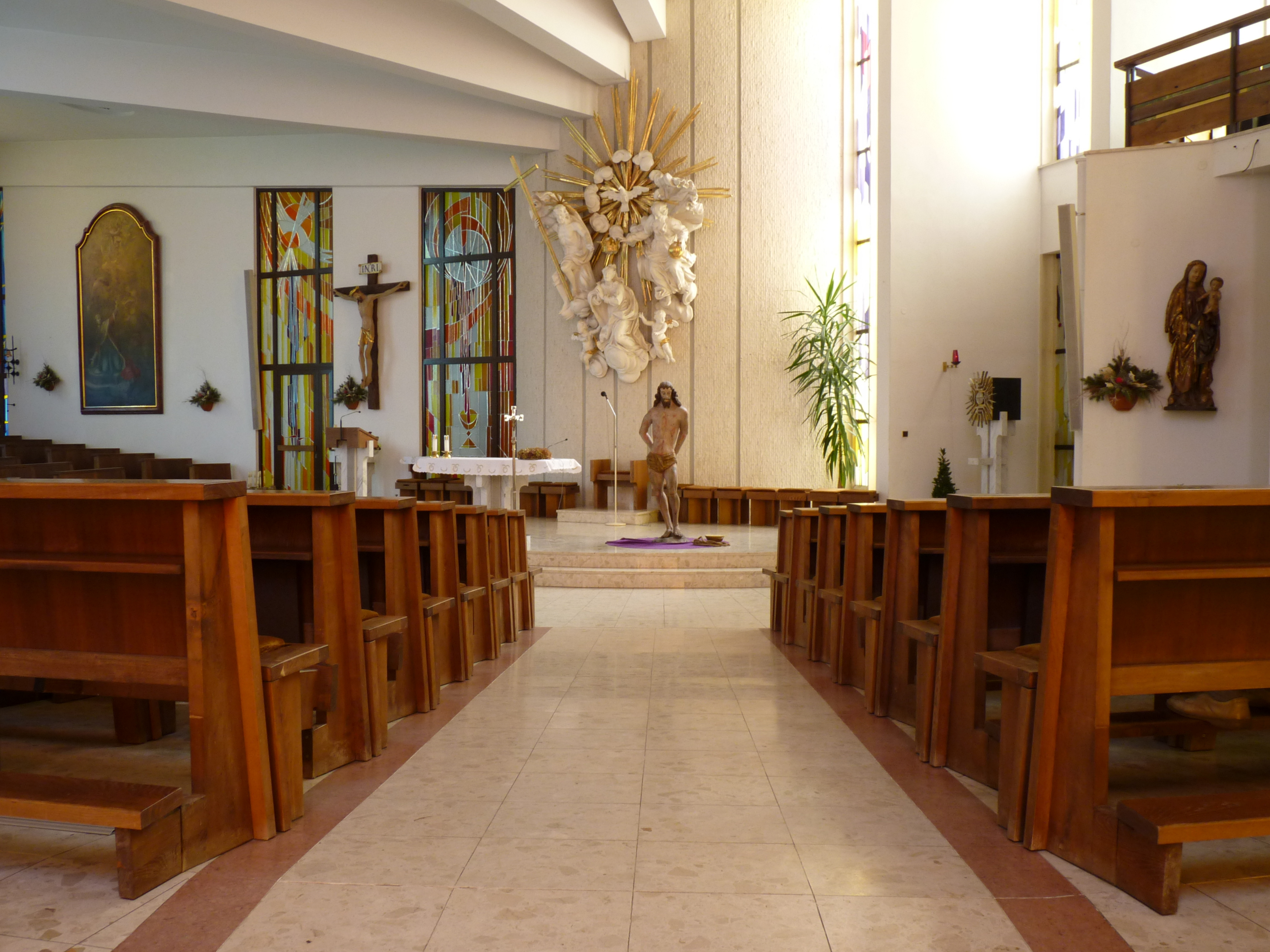
Inneres der neu errichteten Pfarrkirche mit Teilen des geretteten Interieurs der alten Pfarrkirche

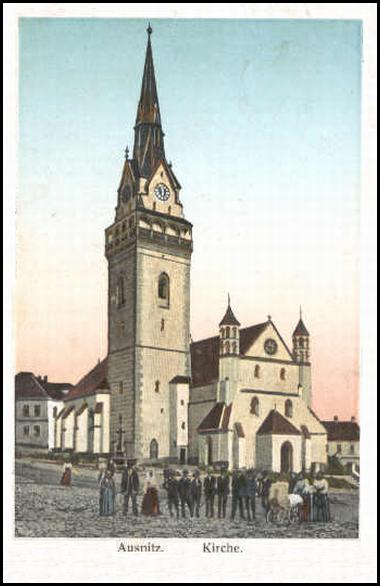
Alte Kirche, ca. 1909

Der Vorgängerbau der heutigen Stadtpfarrkirche St. Wenzel und St. Agnes wurde in der zweiten Hälfte des 13. Jahrhunderts im frühgotischen Stil errichtet und später immer wieder erweitert. Diese Pfarrkirche ist für das Jahr 1303 erstmals urkundlich nachgewiesen. Sie wird in einem Notariatsakt von 1354 erwähnt, der über den in den Jahren zuvor entrichteten päpstlichen Zehent ausgestellt wurde.

### Die alte Stadtpfarrkirche
Im 15. Jahrhundert wurde die Kirche zu einer zweischiffigen Hallenkirche mit Kreuz- und Sternrippengewölbe ausgebaut. Von der künstlerischen Ausstattung sind insbesondere eine Pietà aus dem zweiten Viertel des 15. Jahrhunderts und eine stehende Madonna mit Kind aus der Zeit um 1500 bis heute erhalten geblieben. Sie sind im Neubau der Kirche zu sehen, ebenso ein Teil des barocken Hauptaltars. Der Chor wurde von 1512 bis 1517 erneuert und ein Presbyterium hinzugefügt. Am Seiteneingang befanden sich Grabplatten von Rittern und reichen Bürgern.
Nach der Stadterhebung Hustopečes im Jahr 1572 durch Kaiser Maximilian II. wurde die Kirche zur Stadtpfarrkirche.

### Der Einsturz des Turmes
Um 1517 wurde der Turm um ca. 7 Meter erhöht und mit Kupfer gedeckt. Renovierungen fanden in den Jahren 1678, 1745 und 1816 statt. Das Kuppeldach des Turmes wurde 1906 durch ein spitz zulaufendes Dach ersetzt. Von den alten Glocken überstand nur die Median (1501, 900 kg) den Ersten Weltkrieg. Von der Bürgerschaft der Stadt wurden im Jahre 1926 drei neue Glocken finanziert und im selben Jahr geweiht (Urbanus 1560 kg, Venceslaus 419 kg und Theresia 183 kg). Diese drei Glocken wurden im Zweiten Weltkrieg eingeschmolzen. Im Jahre 1961 stürzte der Kirchturm ein und beschädigte dabei die Kirche stark. Die kommunistische Regierung ordnete 1962 den Abriss der Kirche an, 1963 wurden die verbliebenen Reste gesprengt.